# Felipe J. Serra
Felipe de Jesús Serra Campos (n. Villa de Atasta, Tabasco, 6 de enero de 1822 - San Juan Bautista, Tabasco, 1 de noviembre de 1905) fue un político mexicano que nació en la entonces villa de Atasta (hoy una colonia de la ciudad de Villahermosa), Tabasco, el 6 de enero de 1822. Participó en acciones contra la Intervención estadounidense en Tabasco en 1847. Ya como gobernador, enfrentó en 1863 la Intervención francesa en Tabasco, y participó junto a Gregorio Méndez en la Batalla de El Jahuactal y en la Toma de San Juan Bautista. En cinco ocasiones cubrió las ausencias del gobernador Abraham Bandala Patiño y fue declarado '"Benemérito de Tabasco" por el Congreso del estado.

## Intervención estadounidense
Felipe de Jesús Serra comenzó a figurar en la política en el año de 1847 cuando ocupó el cargo de Secretario del Gobernador Justo Santa Anna. En ese momento, el estado de Tabasco enfrentaba un bloqueo marítimo por parte de los estadounidenses, quienes habían sido derrotado en 1846 por las fuerzas tabasqueñas comandadas por Juan Bautista Traconis. sin embargo, el 13 de junio de 1847, Tabasco fue invadido por segunda ocasión por los norteamericanos, teniendo Felipe J. Serra, una destacada participación.
Tras la derrota del ejército tabasqueño, el gobernador Justo Santa Anna, cambió la capital del estado a Tacotalpa. Posteriormente en la guerra de guerrillas implementada por el coronel Miguel Bruno y el gobernador Justo Santa Anna, Felipe J. Serra, participó activamente, hasta la expulsión definitiva de los invasores norteamericanos el 18 de julio de 1847.

## Gobernador interino de Tabasco

### Primer interinato
El 18 de junio de 1863, se inicia la Intervención francesa en Tabasco, y el ejército francés a cuyo mando iba Eduardo González Arévalo, amaneció ante la capital del estado San Juan Bautista, iniciando un fuerte bombardeo y desembarcando con 150 hombres. Lo que obligó a las autoridades tabasqueñas encabezadas por el gobernador Victorio Victorino Dueñas a trasladarse a Tacotalpa y nombrarla capital de Tabasco. Debido a la difícil situación por la que atravesaba el estado, el gobernador Dueñas, hizo entrega del gobierno a Felipe J. Serra y partió a solicitar apoyos a los estados de Chiapas y Oaxaca, quienes no pudieron ayudarlo, regresando al estado con las manos vacías, retirándose a su finca privada. De esta forma, se iniciaba el primer período del gobierno interino de Felipe J. Serra.
Durante la intervención francesa en Tabasco, Felipe J. Serra combatió a lado de Gregorio Méndez y Andrés Sánchez Magallanes entre muchos otros, en la Batalla de El Jahuactal, en donde el Ejército liberal tabasqueño logró un rotundo triunfo sobre las fuerzas intervencionistas francesas, lo que abrió la puerta para que se iniciara el sitio y Toma de San Juan Bautista, y la posterior expulsión de los franceses de la capital del estado el 27 de febrero de 1864.
Felipe J. Serra, dejó el gobierno interino, el 4 de octubre de 1864, al entregarlo al coronel Gregorio Méndez Magaña.

### Segundo interinato
Felipe J. Serra, volvería a ser gobernador interino de Tabasco, del 6 de junio al 31 de diciembre de 1887, cuando quedó en lugar de Don Gregorio Méndez quien viajó a la Ciudad de México en visita especial al presidente Benito Juárez, para entregarle las banderas francesas arrebatadas al enemigo. Después de eso, el coronel Gregorio Méndez solicitó su retiro para dedicarse a la vida privada.

## Gobernador Constitucional de Tabasco
Siendo gobernador interino, Felipe J. Serra, fue elegido como Gobernador Constitucional de Tabasco, cargo que desempeñó del 1 de enero de 1868 al 19 de julio de 1871.

## Otros cargos
Felipe J. Serra, fue Diputado local en 1859, y vicegobernador en 1860. Ocupó además el cargo de Gobernador provisional de Tabasco en cinco ocasiones, en que cubrió las ausencias del gobernador Abraham Bandala Patiño, del 20 de septiembre al 27 de octubre de 1895; del 11 de noviembre de 1896 al 10 de enero de 1897; del 20 de noviembre de 1897 al 12 de enero de 1898; del 10 de noviembre al 29 de diciembre de 1899; y del 3 de noviembre al 24 de diciembre de 1900

## Benemérito de Tabasco
En el año de 1904, el Congreso del estado, declaró a Felipe de Jesús Serra "Benemérito de Tabasco". Su nombre está escrito en el "Muro de Honor del estado de Tabasco" ubicado en la ciudad de Villahermosa. En su honor, la colonia Atasta, antigua villa donde nació, y hoy la colonia más importante y poblada de Villahermosa, lleva el nombre de "Atasta de Serra" y muchas calles de ciudades tabasqueñas, llevan su nombre.